# Лососьники (Куявсько-Поморське воєводство)
Лососьники (пол. Łosośniki, нім. Lososnik) — село в Польщі, у гміні Моґільно Моґіленського повіту Куявсько-Поморського воєводства.
Населення — 69 осіб (2011).
У 1975-1998 роках село належало до Бидгощського воєводства.

## Демографія
Демографічна структура станом на 31 березня 2011 року:
|          | Загалом | Допрацездатний вік | Працездатний вік | Постпрацездатний вік |
| -------- | ------- | ------------------ | ---------------- | -------------------- |
| Чоловіки | 34      | 6                  | 24               | 4                    |
| Жінки    | 35      | 8                  | 21               | 6                    |
| Разом    | 69      | 14                 | 45               | 10                   |